# Saab EV-1
La Saab EV-1 (Experimental Vehicule One) est une automobile d'étude destinée à analyser différentes solutions technologiques. Développée par le suédois Saab, elle fut présentée pour la première fois en 1985 au salon international de l'automobile de Francfort, en Allemagne.

## Conception
Basé sur la Saab 900 turbo 16 soupapes, le véhicule expérimental profitait d'une carrosserie à l'aérodynamique soignée et d'une surface vitrée imposante de structure particulièrement fine. Pour alléger la carrosserie, Björn Envall et Leif Mellberg utilisèrent des matériaux composites, notamment la fibre d'aramide, avec dans les portières des renforcements en fibre de carbone pour atténuer l'effet d'éventuels chocs latéraux. Les éléments de carénage pouvaient d'ailleurs reprendre leur forme originale après un impact plus ou moins léger.
Parmi les innovations testées figure un toit nappé de 66 cellules photovoltaïques, ces dernières alimentaient la ventilation chargée de réguler la température de la cabine. Le dessin particulier des feux avant, aux trois fonctions code, croisement et route indépendantes, offrait une efficacité d'éclairage accrue en dépit d'une taille réduite. L'architecture soignée des sièges autorisait un dispositif de réglage électrique, tout en proposant une masse de moitié inférieure à celle des sièges conventionnels de l'époque.
Pourvue d'un coffre, l'EV-1 offrait également pour un coupé sportif quatre vraies places. Son moteur 2.0t issu de la Saab 900, musclé à 285 ch avec une compression de 7.2:1, lui permettait d'approcher les 270 km/h et d'effacer le 0 à 100 km/h en 5,9 secondes. La motricité passait par des pneus 205/50VR-15.

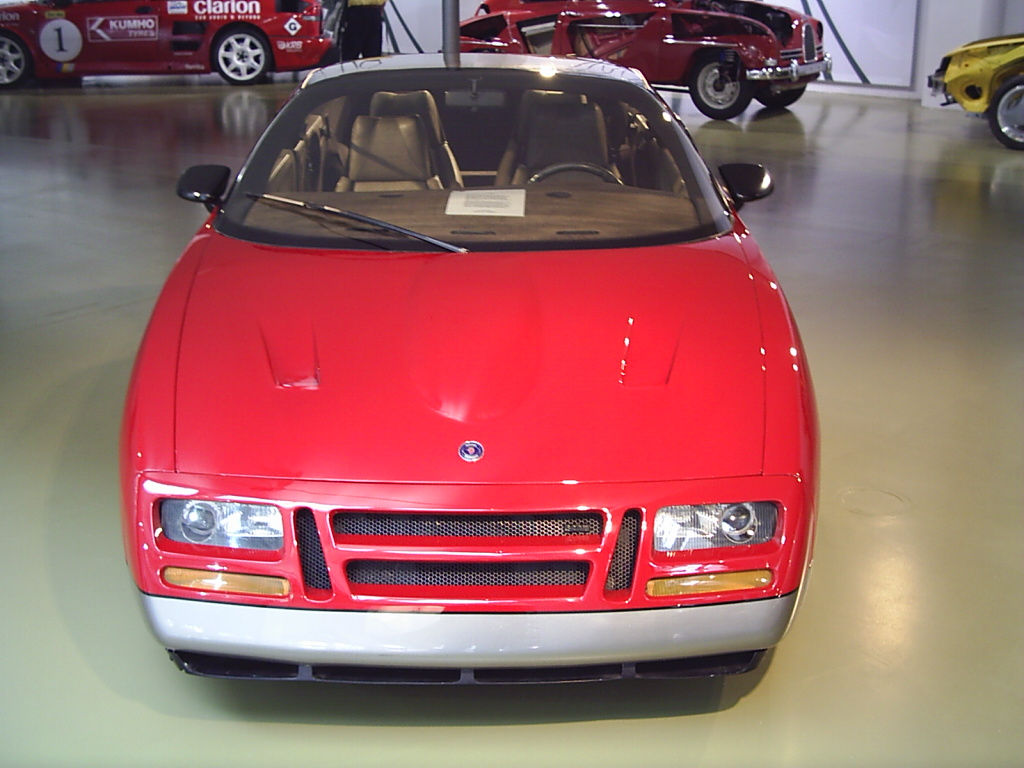
Face
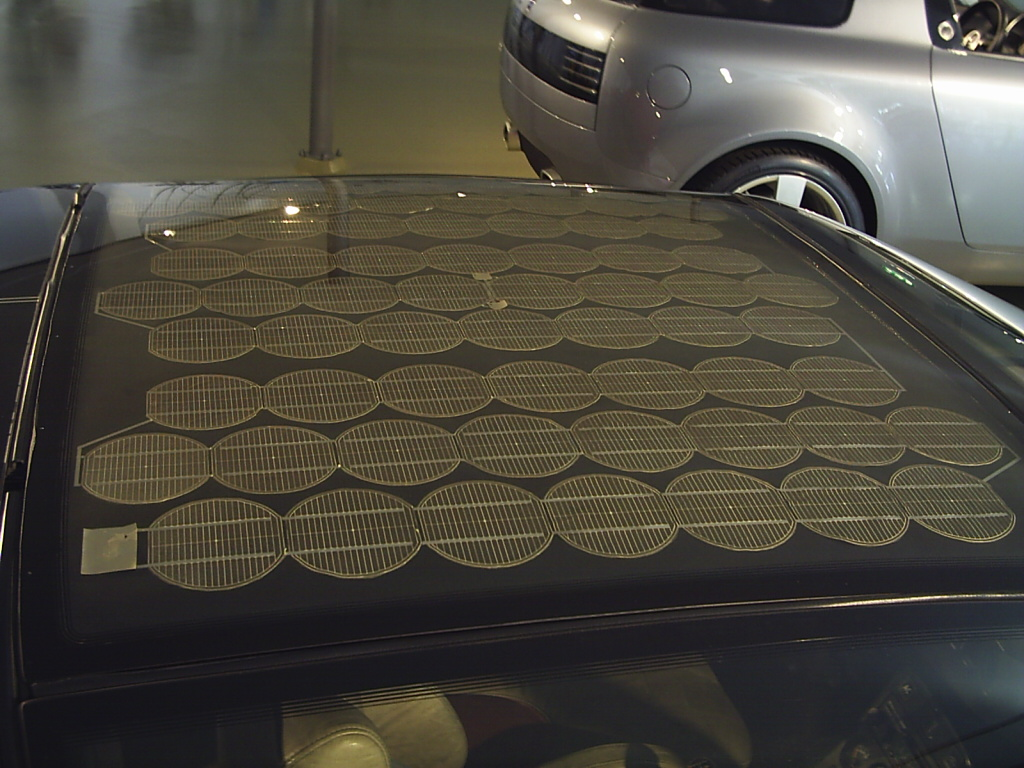
Cellules photovoltaïques

## En film
Le véhicule apparaît dans le film Retour vers le Futur II, en 1989.